# Heinrich Tocke
Heinrich Tocke, auch Toke, (* um 1390 in Bremen; † 27. Juni 1454 in Magdeburg) war ein deutscher Theologe des späten Mittelalters.

## Leben
Tocke studierte an den Universitäten in Erfurt und Rostock Philosophie und Theologie. 1419 wurde er Dekan der Philosophischen Fakultät der Universität Rostock und 1424 Rektor der Hochschule. Er war befreundet mit Heinrich von Geismar. Im Jahr 1426 promovierte er in Erfurt zum Dr. theol. und erhielt seine Berufung als Domherr im Domkapitel des Magdeburger Doms. Das Amt war mit dem neu geschaffenen eines Dompredigers verbunden. 1432 nahm er als Gesandter des Magdeburger Erzbischofs Günther am Konzil von Basel teil und hatte am Ausgleich mit Böhmen einen nicht unerheblichen Anteil. Ab 1434 war Tocke zumindest formal Lektor am Bremer Dom, aber auch nachgewiesener Teilnehmer mehrerer Reichstage ab 1438 und im Zusammenhang mit diesen um einen Ausgleich des Konzils mit Papst Eugen IV. bemüht.
1441 kehrte Tocke nach Magdeburg zurück und bemühte sich weiter intensiv um eine Reform der katholischen Kirche. Sein besonderer Kampf galt ab 1443 dem von der Magdeburger Suffragandiözese, dem Bistum Havelberg unter seinem Bischof Konrad von Lintorff, protektionierten Blutwunder von Wilsnack. Auch die in diesem Kampf empfangene Unterstützung des päpstlichen Legaten Nikolaus von Kues, der 1451 die Wallfahrt nach Wilsnack sogar verbot, verhalf diesen Bemühungen nicht zum Erfolg. Nach einer Reihe gegenseitiger Exkommunikationen zwischen Magdeburg und Havelberg beendete im März 1453 Papst Nikolaus V. den Streit und gewährte dem brandenburgischen Kurfürsten Friedrich II., der zu dieser Zeit persönlich in Rom anwesend war, eine Reihe von Privilegien, darunter auch eine neue Bestätigung der Wallfahrt zum Heiligen Blut
von Wilsnack.

## Werke
- Der Wolfenbüttler Rapularius (1. Teil), Auswahledition, teilweise in lateinischer Sprache, Monumenta Germaniae Historica Bd. 17, Hannover: Hahnsche Buchhandlung 2002, ISBN 3-7752-1017-2 (Der zweite und dritte Teil dieses Manuskriptes eines enzyklopädischen Memorabilienbuches stammen im Ergebnis neuerer Forschung von seinem Nachfolger im Magdeburger Domkapitel Thomas Cornucervinus.)